# Liste der Baudenkmale in Schaafhausen
In der Liste der Baudenkmale in Schaafhausen sind die Baudenkmale des niedersächsischen Ortes Schaafhausen aufgelistet. Dies ist ein Teil der Liste der Baudenkmale in Dannenberg (Elbe). Der Stand der Liste ist der 31. Oktober 2021.
Die Quelle der IDs und der Beschreibungen ist der Denkmalatlas Niedersachsen.

## Allgemein
In den Spalten befinden sich folgende Informationen:
- Lage: die Adresse des Baudenkmales und die geographischen Koordinaten. Kartenansicht, um Koordinaten zu setzen. In der Kartenansicht sind Baudenkmale ohne Koordinaten mit einem roten Marker dargestellt und können in der Karte gesetzt werden. Baudenkmale ohne Bild sind mit einem blauen Marker gekennzeichnet, Baudenkmale mit Bild mit einem grünen Marker.
- Bezeichnung: Bezeichnung des Baudenkmales
- Beschreibung: die Beschreibung des Baudenkmales. Unter § 3 Abs. 2 NDSchG werden Einzeldenkmale und unter § 3 Abs. 3 NDSchG Gruppen baulicher Anlagen und deren Bestandteile ausgewiesen.
- ID: die Objekt-ID des Baudenkmales
- Bild: ein Bild des Baudenkmales, ggf. zusätzlich mit einem Link zu weiteren Fotos des Baudenkmals im Medienarchiv Wikimedia Commons. Wenn man auf das Kamerasymbol klickt, können Fotos zu Baudenkmalen aus dieser Liste hochgeladen werden:

## Baudenkmale

### Gruppe baulicher Anlagen
| Lage                       | Bezeichnung              | Beschreibung | ID       | Bild |
| -------------------------- | ------------------------ | --- | -------- | ---- |
| 53° 4′ 24″ N, 11° 4′ 13″ O | Siedlungskern (Ortskern) | Ehemaliger Rundling, der nach einem Totalbrand 1824 völlig neu als einzeiliges Straßendorf angelegt wurde. Besiedlungsachse war die ehemalige Poststraße, die heutige Bundesstraße 248. Zum passiven Schutz vor Feuer wurden die Häuser aufgelockert in großen Abständen errichtet. | 30826278 |      |

### Einzeldenkmale
| Lage                              | Bezeichnung               | Beschreibung | ID       | Bild |
| --------------------------------- | ------------------------- | --- | -------- | ---- |
| Nr. 3 53° 4′ 31″ N, 11° 4′ 9″ O   | Wohn-/ Wirtschaftsgebäude | Großes Vierständerhaus mit zweigeschossigem Wohnende; Fachwerk mit Backsteingefachausfüllungen; Halbwalmdach mit gleicher Firsthöhe aber mit ungleichen Dachneigungen in Ziegeldeckung. Errichtet 1825 (i) nach dem Brand. | 30836381 |      |
| Nr. 5 53° 4′ 30″ N, 11° 4′ 10″ O  | Wohn-/ Wirtschaftsgebäude | Großes Vierständerhaus in Fachwerk mit Backsteingefachausfüllungen und unter Halbwalmdach. Errichtet 1824 (i) nach dem Dorfbrand. | 30836360 |      |
| Nr. 7 53° 4′ 28″ N, 11° 4′ 11″ O  | Wohn-/ Wirtschaftsgebäude | Großes Vierständerhaus in Fachwerk mit Backsteingefachausfüllungen und unter Halbwalmdach in Falzziegeldeckung. Wohngiebel vollständig in Backstein erneuert. Errichtet 1824 (i) nach dem Dorfbrand. | 30835083 |      |
| Nr. 8 53° 4′ 26″ N, 11° 4′ 9″ O   | Scheune                   | Langgestreckter Wandständerbau mit Ausfachung in Lehmschlag und unter Halbwalmdach. Errichtet in der ersten Hälfte des 19. Jahrhunderts. | 30834962 |      |
| Nr. 9 53° 4′ 26″ N, 11° 4′ 12″ O  | Wohn-/ Wirtschaftsgebäude | Großes Vierständerhaus in Fachwerk mit Backsteingefachausfüllung, unter Satteldach. Errichtet 1824 (i) nach dem Dorfbrand. | 30835002 |      |
| Nr. 15 53° 4′ 23″ N, 11° 4′ 13″ O | Wohn-/ Wirtschaftsgebäude | Großes Vierständerhaus in Fachwerk mit Backsteingefachausfüllungen, unter Halbwalmdach. Errichtet 1824 (i) nach dem Dorfbrand. | 30835024 |      |
| Nr. 17 53° 4′ 21″ N, 11° 4′ 14″ O | Wohn-/ Wirtschaftsgebäude | Großes Vierständerhaus mit zweigeschossigem Wohnende; Fachwerk mit Backsteinausfachung; Halbwalmdach mit gleicher Firsthöhe aber ungleicher Dachneigung; Hohlpfannendeckung, Dielentor verkleinert. Errichtet 1824 (i) nach dem Dorfbrand.                                                                                     | 30835045 | BW   |
| Nr. 25 53° 4′ 17″ N, 11° 4′ 16″ O | Wohn-/ Wirtschaftsgebäude | Großes Vierständerhaus in Fachwerk mit Backsteingefachausfüllungen, unter Halbwalmdach. Errichtet 1824 (i) nach dem Dorfbrand. | 30836204 | BW   |
| Nr. 27 53° 4′ 15″ N, 11° 4′ 17″ O | Wohn-/ Wirtschaftsgebäude | Großer Vierständerbau in Fachwerk mit Backsteingefachausfüllungen; unter Halbwalmdach, teilweise in Ziegeldeckung. Errichtet 1824 (i) nach dem Dorfbrand. Zweigeschossiger Wohnhausanbau an der Südtraufe in Fachwerk mit Backsteingefachausfüllungen; unter Satteldach in Ziegeldeckung. Errichtet Ende des 19. Jahrhunderts. | 30836070 | BW   |
| Nr. 27 53° 4′ 16″ N, 11° 4′ 16″ O | Stall                     | Langgestreckter Backstein- und Fachwerkbau (mit Gefachausfüllungen in Backstein) unter hohlpfannengedecktem Satteldach. Am Ostende massive Futterküche. Errichtet Ende des 19. Jahrhunderts. | 35828191 | BW   |
| Nr. 27 53° 4′ 14″ N, 11° 4′ 17″ O | Scheune                   | Großer langgestreckter Fachwerkbau mit Backsteingefachausfüllungen; mit zwei Querdurchfahrten; unter Krüppelwalmdach mit Zementplattendeckung. Errichtet 1903 (i). | 39553049 | BW   |
| Nr. 28 53° 4′ 11″ N, 11° 4′ 16″ O | Scheune                   | Fachwerkbau mit Lehmstakung unter Halbwalmdach. Errichtet vor 1840. | 30836049 |      |

### Ehemalige Baudenkmale
| Lage                       | Bezeichnung       | Beschreibung | ID | Bild |
| -------------------------- | ----------------- | --- | -- | ---- |
| 53° 4′ 14″ N, 11° 4′ 17″ O | Ehemalige Scheune | (Die Zuordnung ist nicht eindeutig nachvollziehbar; es könnte die abgebildete Fachwerkscheune gemeint sein, die zwischen Nr. 27 und 29 steht.) |    |      |